# Surcos en el mar
Surcos en el mar es una película en blanco y negro de Argentina dirigida por Kurt Land sobre el guion de Pedro Miguel Obligado según el argumento de Olga Casares Pearson que se estrenó el 9 de agosto de 1956 y que tuvo como protagonistas a Enrique Muiño, Duilio Marzio, Juan Carlos Barbieri y Olga Casares Pearson. Fue la última película de Enrique Muiño.

## Sinopsis
De dos hermanos marinos uno no cumplirá con su deber en tanto el otro se sacrificará para salvar su barco.

## Reparto
- Enrique Muiño
- Duilio Marzio
- Juan Carlos Barbieri
- Olga Casares Pearson
- Nelly Panizza
- Dorita Vernet
- Ángel Walk
- Tino Pascali

## Comentarios
El Heraldo del Cinematografista opinó:

”La difusa psicología de los personajes, el diálogo alejado de la naturalidad y su desarrollo inconexo…contra las leyes de la continuidad se combinan para quitar convicción y coherencia ea este film sobre marinos.”